# Oxytropis kaspensis
Oxytropis kaspensis är en ärtväxtart som beskrevs av Ivan M. Krasnoborov och Pshenich. Oxytropis kaspensis ingår i släktet klovedlar, och familjen ärtväxter. Inga underarter finns listade i Catalogue of Life.